# Isola delle Femmine
Isola delle Femmine är en ort och kommun i storstadsregionen Palermo, innan 2015 i provinsen Palermo, i regionen Sicilien i sydvästra Italien. Kommunen hade 7 249 invånare (2017).